# (1560) Strattonia
(1560) Strattonia – planetoida z pasa głównego asteroid okrążająca Słońce w ciągu 4 lat i 149 dni w średniej odległości 2,69 au. Została odkryta 3 grudnia 1942 w Observatoire Royal de Belgique w Uccle przez Eugène’a Delporte. Nazwa planetoidy pochodzi od Fredericka Johna Strattona (1881–1960), brytyjskiego astrofizyka. Przed nadaniem nazwy planetoida nosiła oznaczenie tymczasowe (1560) 1942 XB.